# Look Back
Look Back (jap. ルックバック Rukku bakku) – manga autorstwa Tatsukiego Fujimoto, opublikowana na łamach magazynu internetowego „Shōnen Jump+” wydawnictwa Shūeisha w lipcu 2021. Na jej podstawie powstał film anime, którego premiera odbyła się w czerwcu 2024.

## Fabuła
Ayumu Fujino jest uczennicą szkoły podstawowej, która rysuje mangę w szkolnej gazetce. Po tym, jak została pochwalona za swoje umiejętności, wyzwanie rzuca jej uczennica imieniem Kyōmoto, która zaczyna publikować własną mangę i okazuje się być lepszą artystką. Wściekła z tego powodu Fujino rzuca się w wir doskonalenia swoich umiejętności artystycznych, co prowadzi do jej wyobcowania wśród ludzi, obsesyjnie starając się pokonać rywalkę. Pomimo poprawy, Fujino nie dorównuje umiejętnościom koleżance i rzuca rysowanie. Po ukończeniu liceum, Fujino ma za zadanie dostarczyć dyplom Kyōmoto, jako że ta jest cierpiącą na agorafobię wagarowiczką, która nigdy nie wychodzi z domu. Fujino wchodzi do mieszkania Kyōmoto i zastaje tam stosy szkicowników. Na jednej z kartek papieru rysuje yonkomę wyśmiewającą Kyōmoto, ale ta przypadkowo wpada przez szparę pod drzwiami do pokoju dziewczyny, informując ją o obecności Fujino. Kyōmoto wychodzi, by spotkać się z Fujino, wyjawiając, że jest jej wielką fanką i od dłuższego czasu śledzi jej mangę w szkolnej gazetce. Niezwykle pochlebiona entuzjastycznym uwielbieniem ze strony koleżanki, Fujino twierdzi, że planuje zgłosić mangę do konkursów i ponownie zaczyna rysować.

## Manga
143-stronicowa manga internetowa została opublikowana 19 lipca 2021 w magazynie internetowym „Shōnen Jump+”. Wydawnictwo Shūeisha zebrało jej rozdziały w jednym tankōbonie, wydanym 3 września 2021.
Polski przekład mangi ukazał się 24 sierpnia 2022 nakładem wydawnictwa Waneko.

## Film anime
13 lutego 2024 ogłoszono powstanie adaptacji w postaci filmu anime. Za produkcję odpowiada Studio Durian, a za reżyserię Kiyotaka Oshiyama, który wykonał również scenariusz i projekty postaci. Premiera odbyła się 28 czerwca 2024. 7 listopada tego samego roku film został wydany globalnie na platformie Amazon Prime Video.

## Odbiór
Manga osiągnęła 2,5 miliona wyświetleń w pierwszym dniu od publikacji i ponad 4 miliony w ciągu dwóch dni.
Wersja tomikowa sprzedała się w 73 912 egzemplarzach w pierwszym tygodniu po premierze i 80 186 egzemplarzach w drugim, plasując ją odpowiednio na czwartym i trzecim miejscu na cotygodniowej liście najlepiej sprzedających się mang prowadzonej przez Oricon.
W poradniku Kono manga ga sugoi! 2023 seria została uznana za najlepszą w kategorii dla chłopców. Zajęła 29. miejsce na liście „Książka roku” 2022 magazynu Da Vinci. Uplasowała się na pierwszym miejscu w rankingu „The Best Manga 2022 Kono manga wo yome!” magazynu Freestyle. Została nominowana do 15. edycji konkursu Manga Taishō w 2022 roku, zajmując drugie miejsce z 68 punktami. Uzyskała także nominację do nagrody Eisnera w 2023 roku w kategorii „Najlepsze amerykańskie wydanie materiału międzynarodowego – Azja”.
Pisarz i redaktor Kazushi Shimada umieścił Look Back na pierwszym miejscu w rankingu 10 najlepszych mang 2021 roku. Sheena McNeil z Sequential Tart przyznała mandze ocenę 7/10, porównując historię do Chainsaw Mana Fujimoto i stwierdzając, że chociaż Look Back nie jest historią pełną krwi i przemocy, to ma ten sam rodzaj opowiadania fabuły, który „bierze postać, która nie jest aż tak sympatyczna i sprawia, że ją lubimy, kwestionując jej punkt widzenia i zmuszając ją do rozwoju”. McNeil pochwaliła również rysunki, zauważając „przyjemny realizm” i ich wizualne tempo. Danica Davidson z Otaku USA pochwaliła pozycję za jej historię i nazwała kreskę bardzo imponującą, zauważając, jak styl artystyczny zmienia się w trakcie mangi, „czasami będąc niesamowicie szczegółowym”. Davidson podsumowała: „Look Back jest melancholijne, słodko-gorzkie i wyjątkowe, a także stanowi świetną okazję dla Fujimoto, by pochwalić się swoimi umiejętnościami”.